# Gustavia macarenensis
Gustavia macarenensis är en tvåhjärtbladig växtart som beskrevs av Philipson. Gustavia macarenensis ingår i släktet Gustavia och familjen Lecythidaceae.

## Underarter
Arten delas in i följande underarter:
- G. m. macarenensis
- G. m. paucisperma